# Platja Sarakiniko
Platja Sarakiniko és una platja a l'Illa grega de Melos. Està situada a la costa nord de l'illa. Sovint és comparada amb un paisatge lunar. La població local se sol referir al paisatge característic de Sarakiniko com paisatge lunar per raó de la seva particular aparença. La platja de pinyol blanc té aquestes característiques inusuals com a conseqüència de que les roques volcàniques han estat erosionades pel vent i les onades. Sarakiniko és un dels paisatges més fotografiats al mar Egeu.

## Platja
La platja de Sarakiniko només cobreix una petita part de tot el lloc. La platja està enclavada entre les formacions de roca blanca. Està fet de sorra blanca fina. Un parell d'arbres ofereixen petites zones d'ombra a la part posterior de la platja.

## Desert
Mentre que el costat oest de Sarakiniko ofereix un paisatge lunar, el costat est de Sarakiniko és un desert. Amb plantes seques i terrenys rocosos, aquest costat de Sarakiniko també acull un vaixell naufragat que els visitants poden veure quan les onades es recuperen. El vaixell anomenat "Àfrica" es va estavellar a Sarakiniko el 2003.

## Galeria

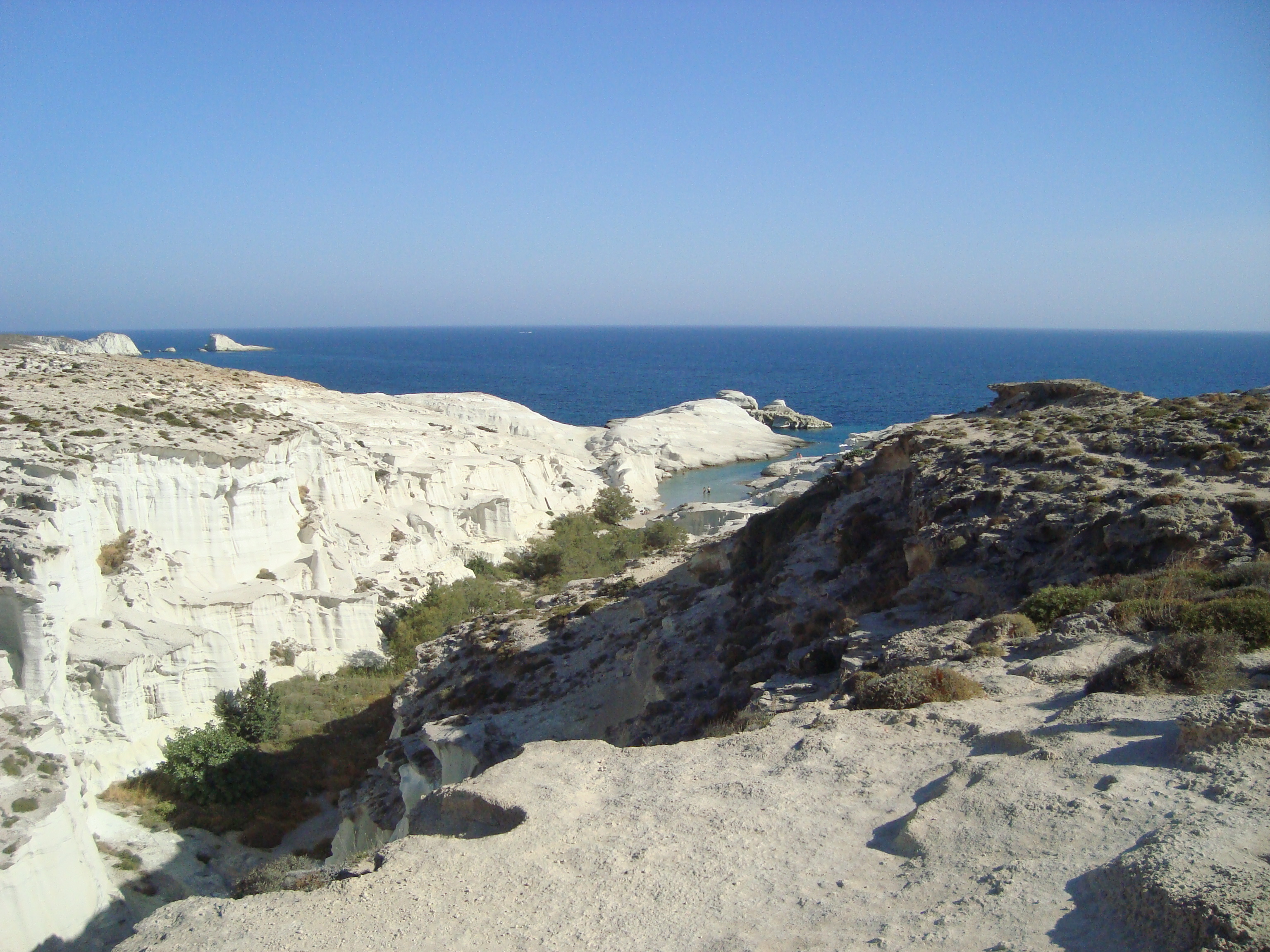
La vista de Sarakiniko
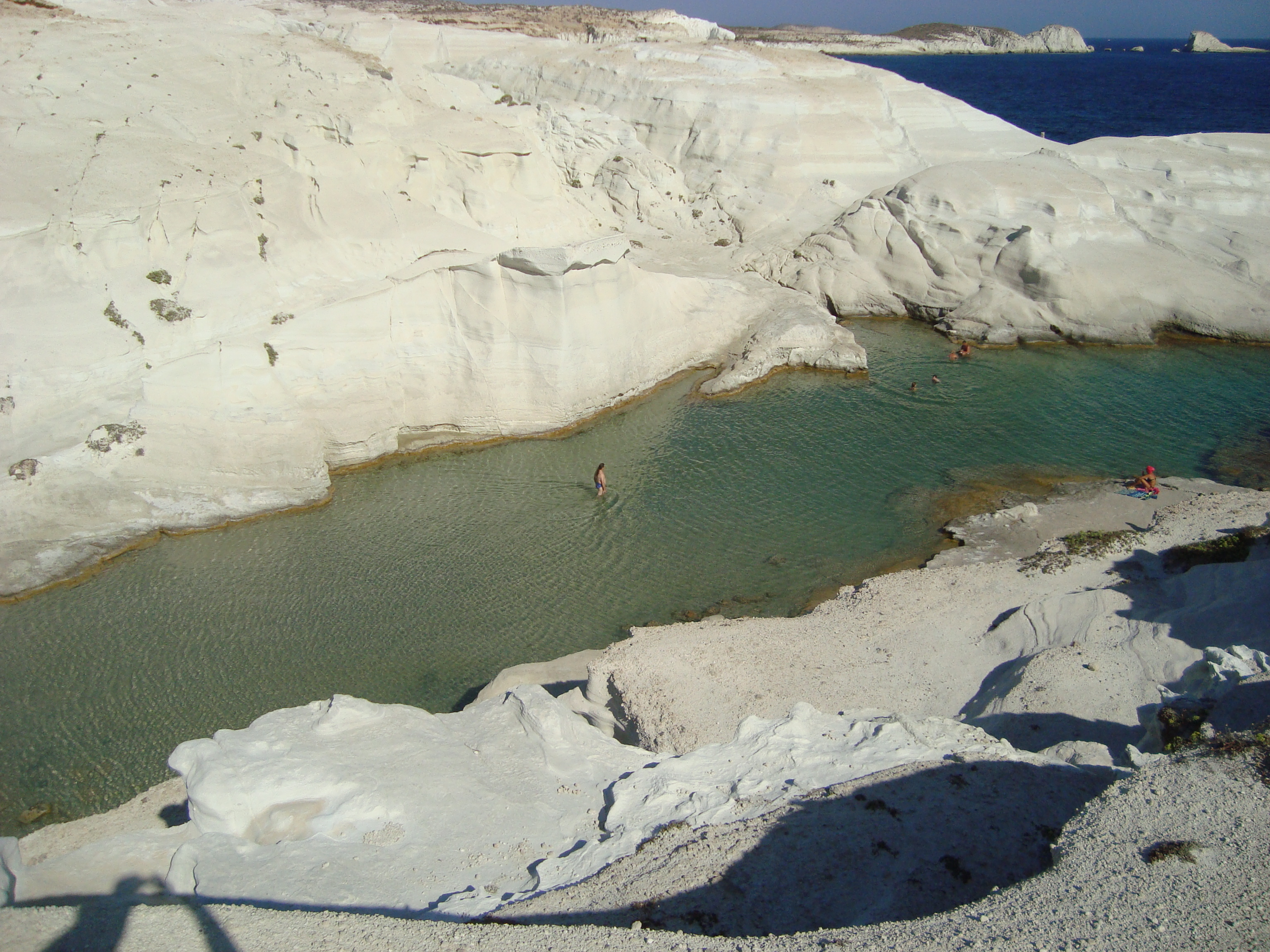
Platja Blanca de Sarakiniko
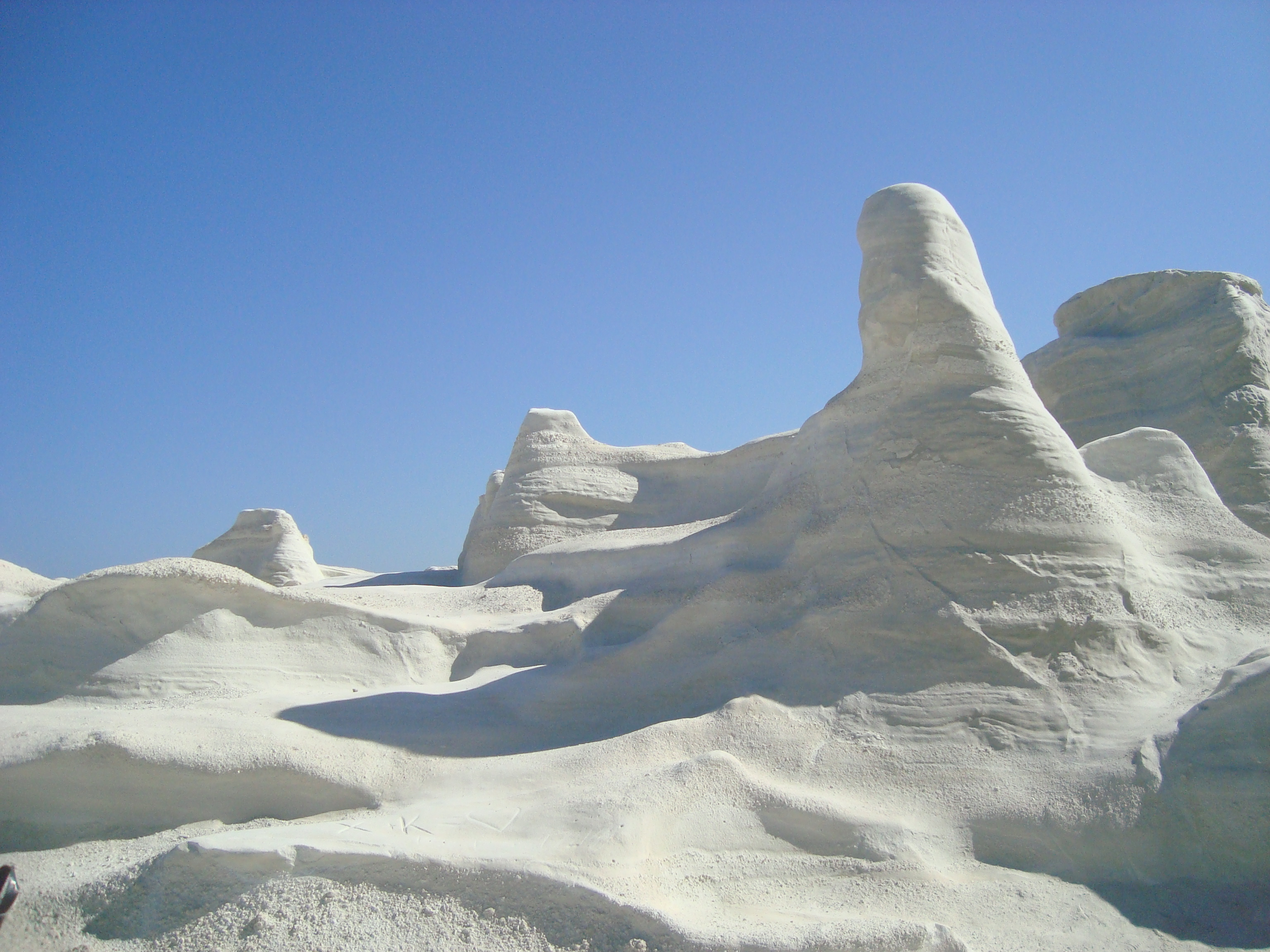
Formació de la natura
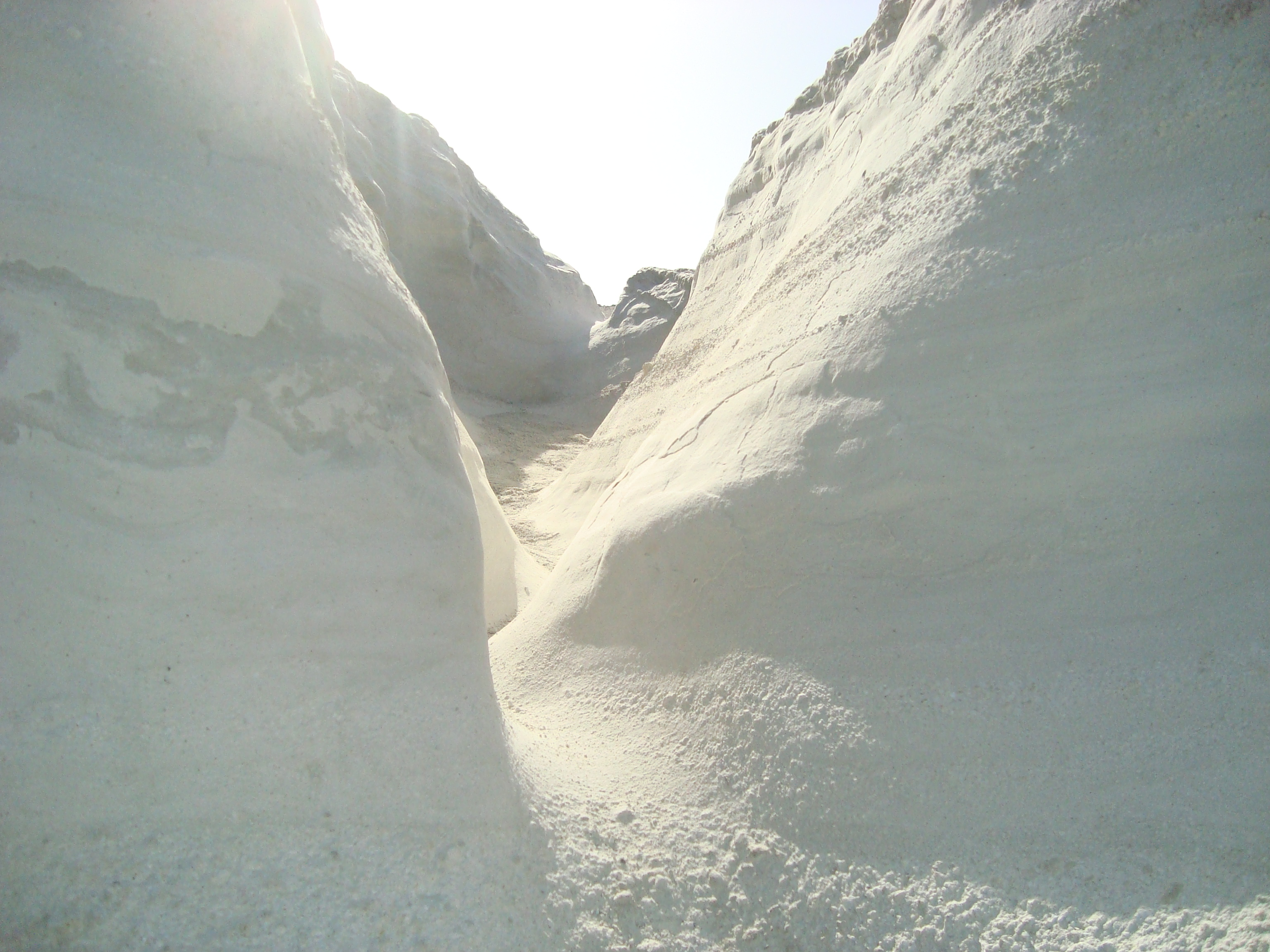
Roques blanques 1
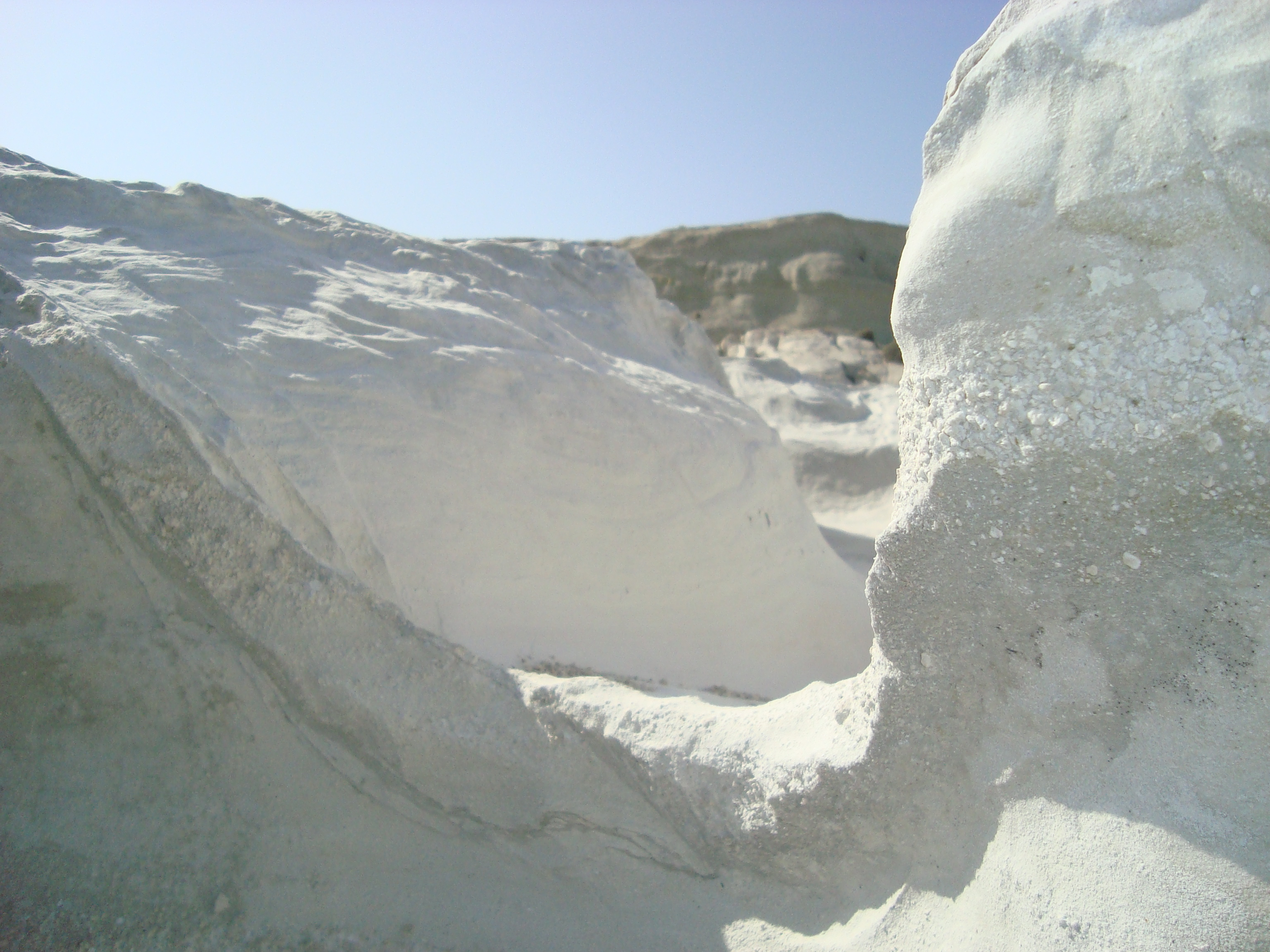
Roques blanques 2
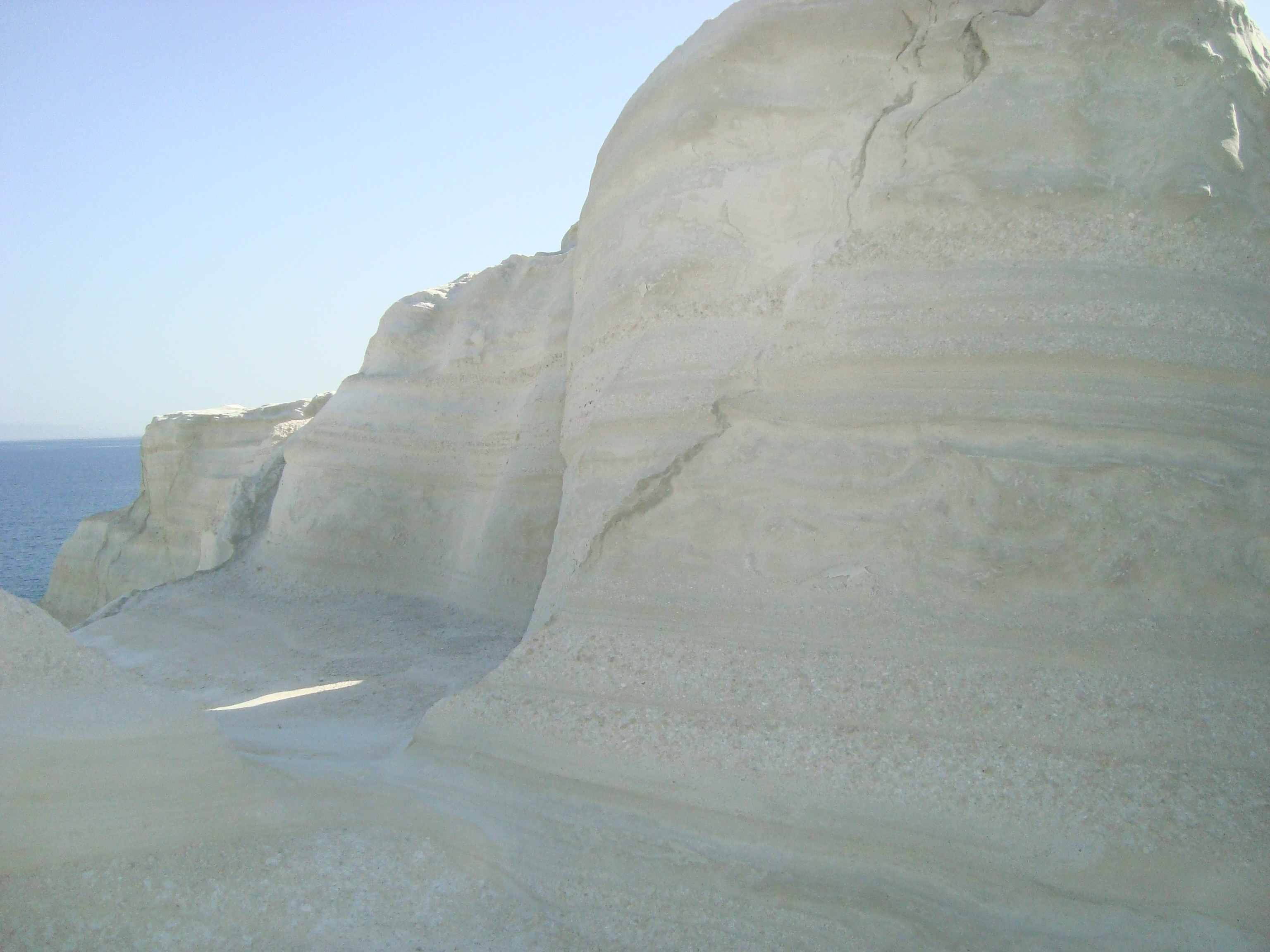
Roques blanques 3
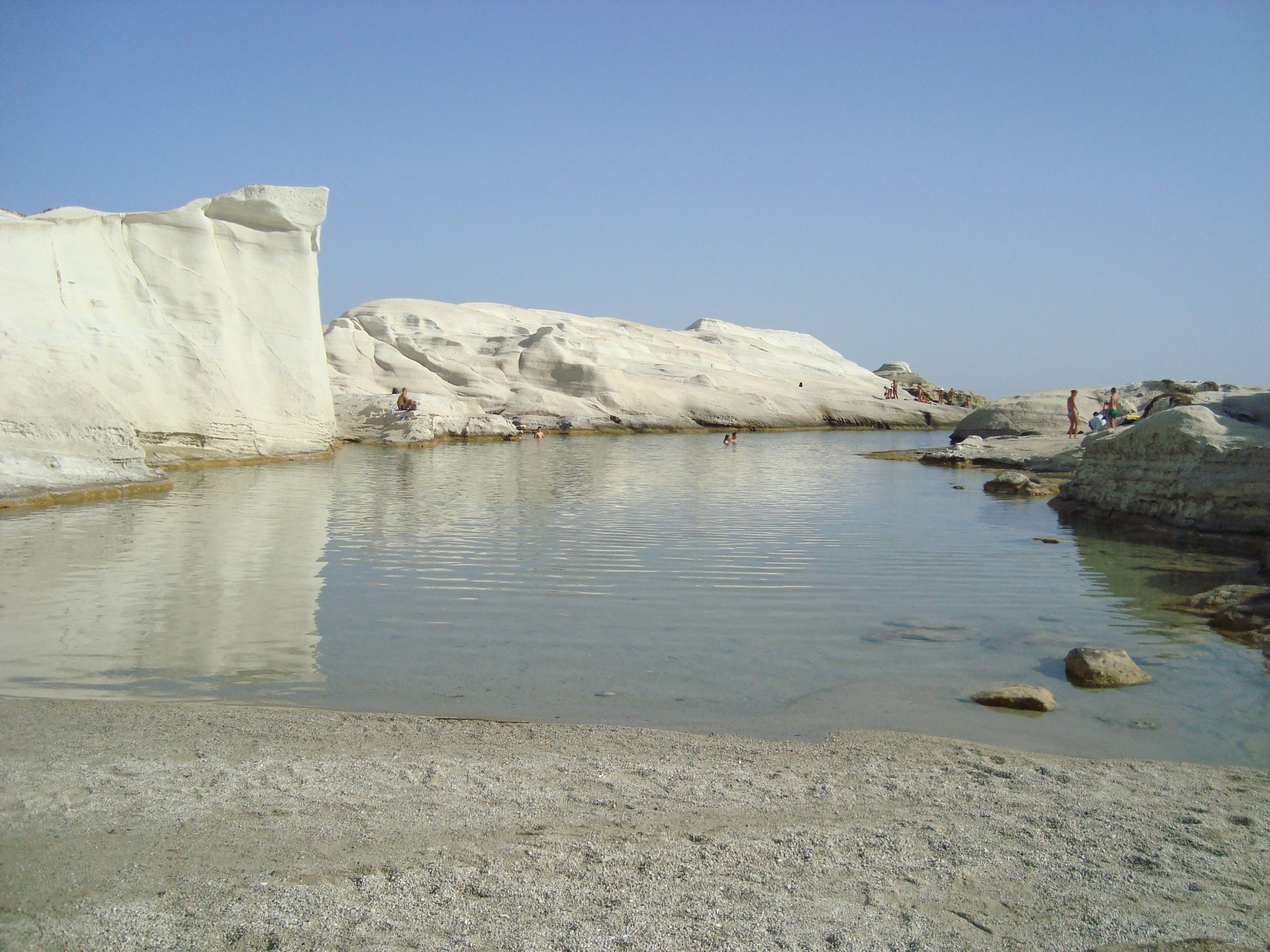
La platja 1
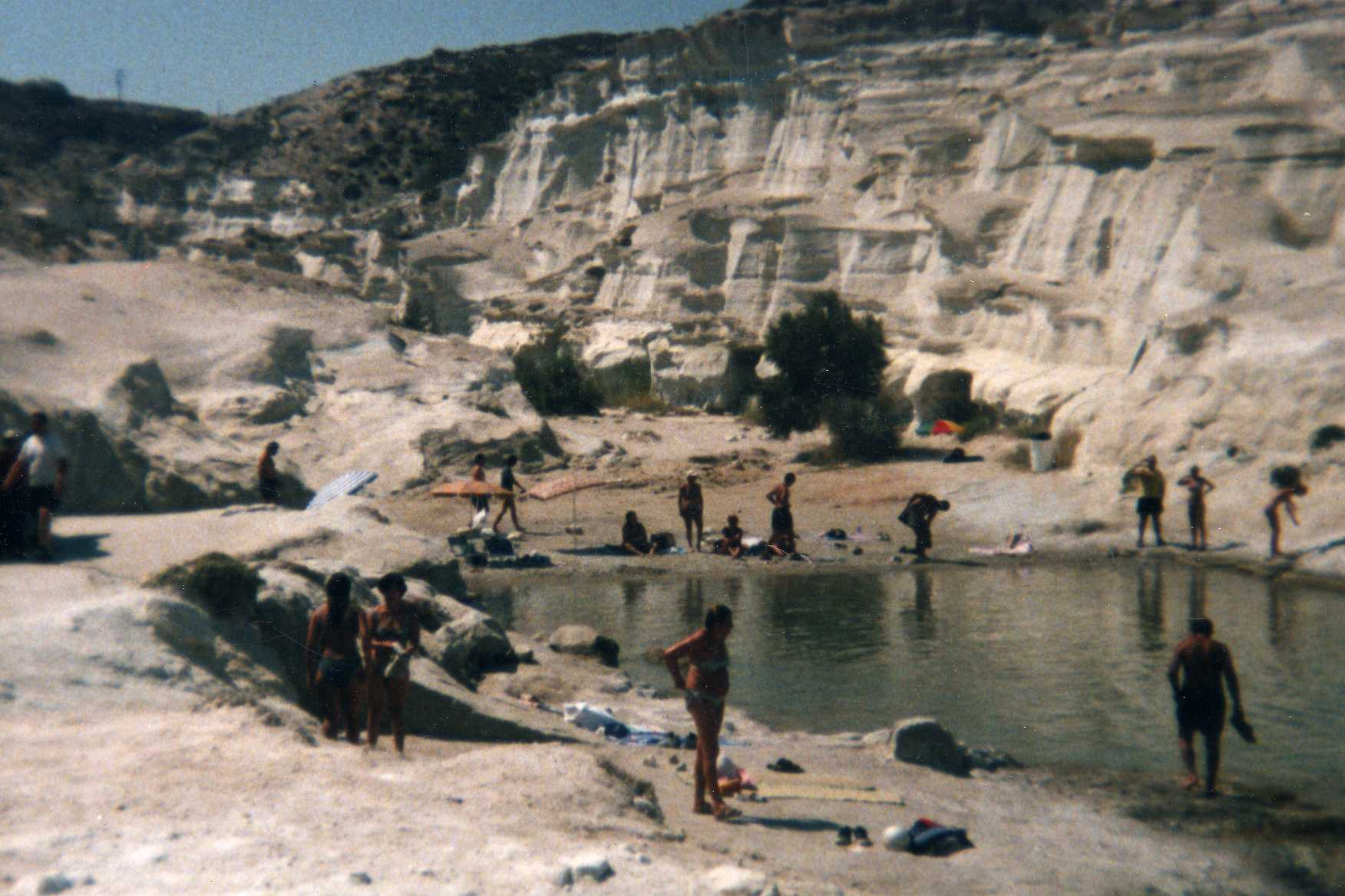
La platja 2
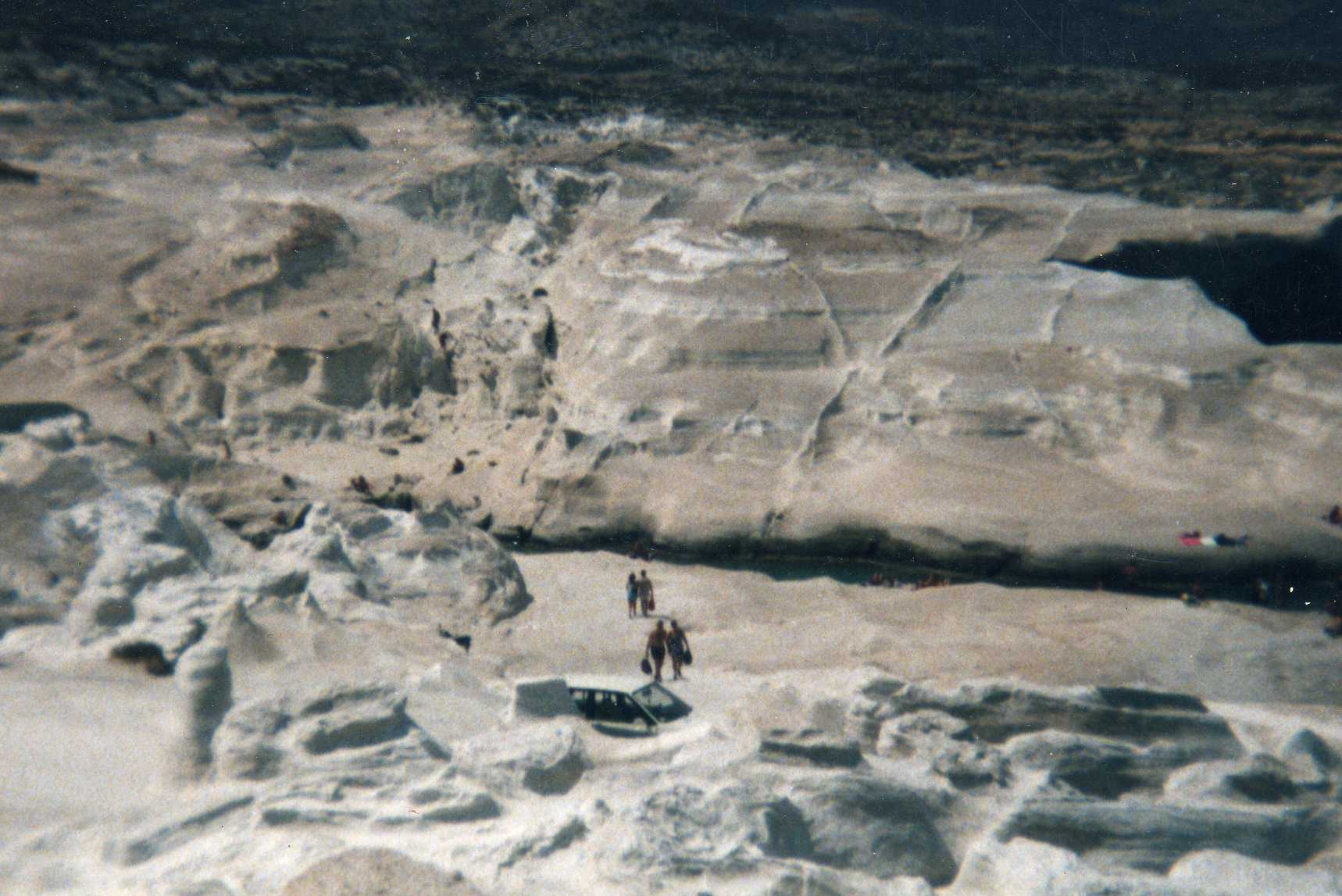
Sarakiniko en formes
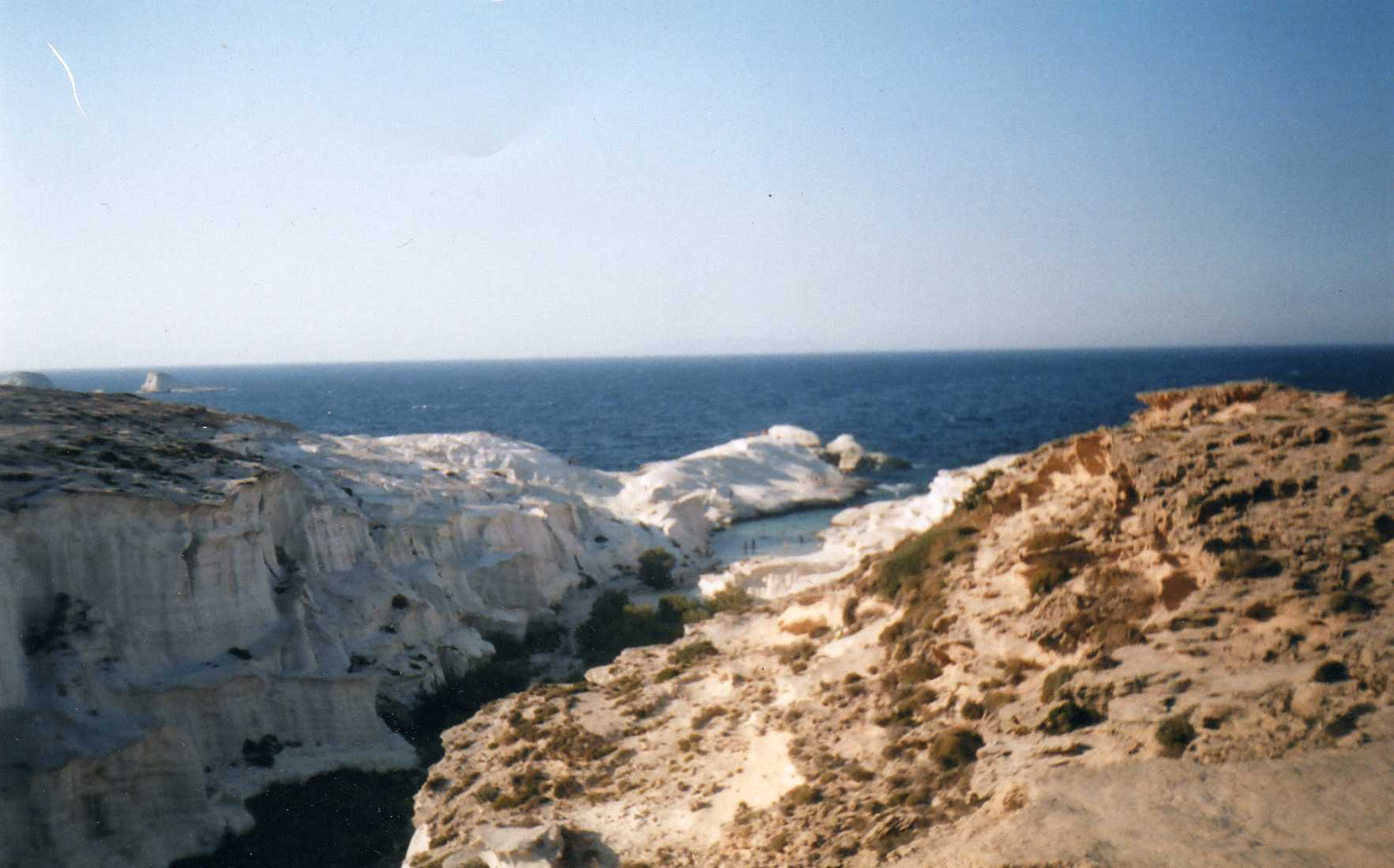
Vista de Sarakiniko
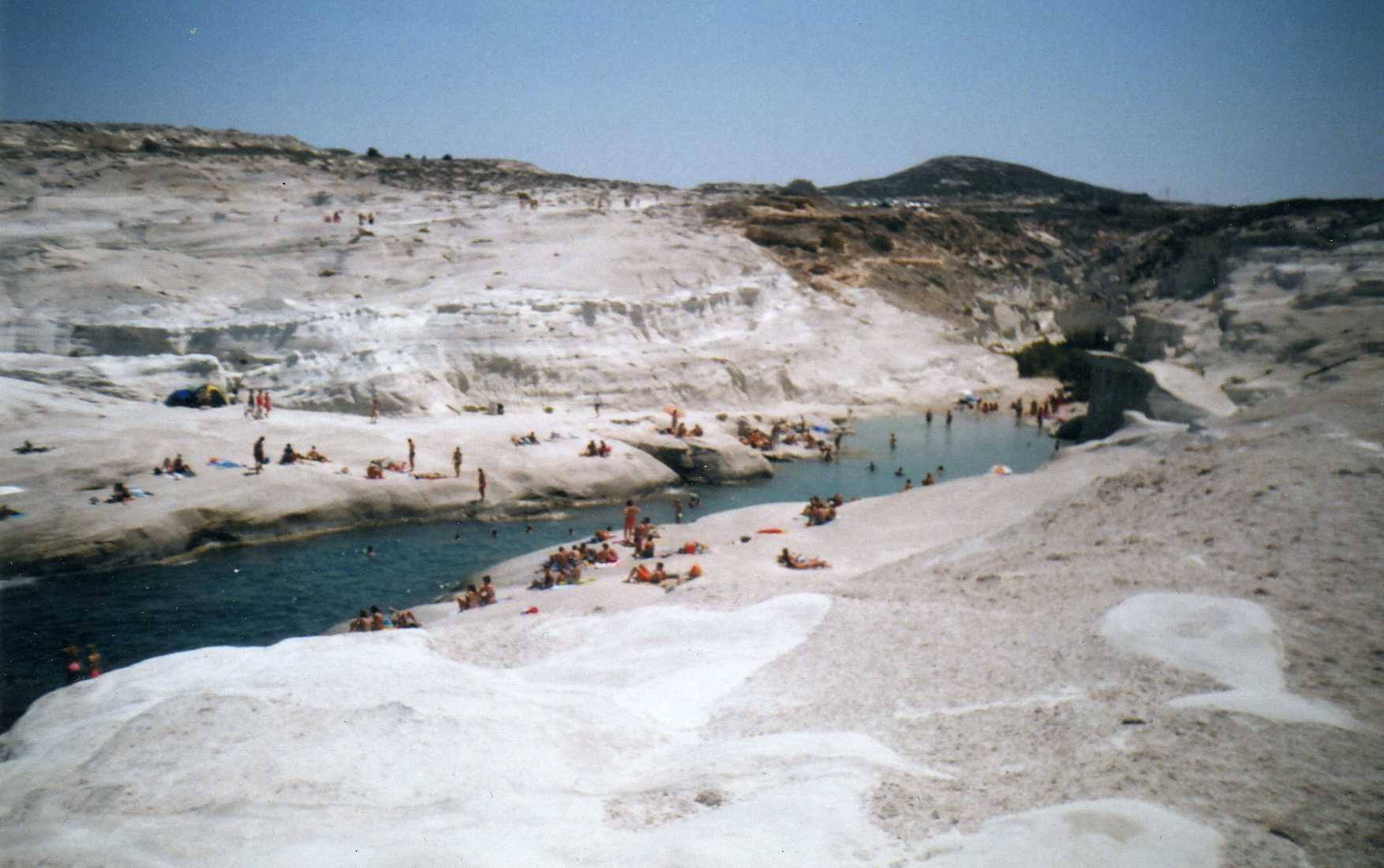
Sarakiniko central
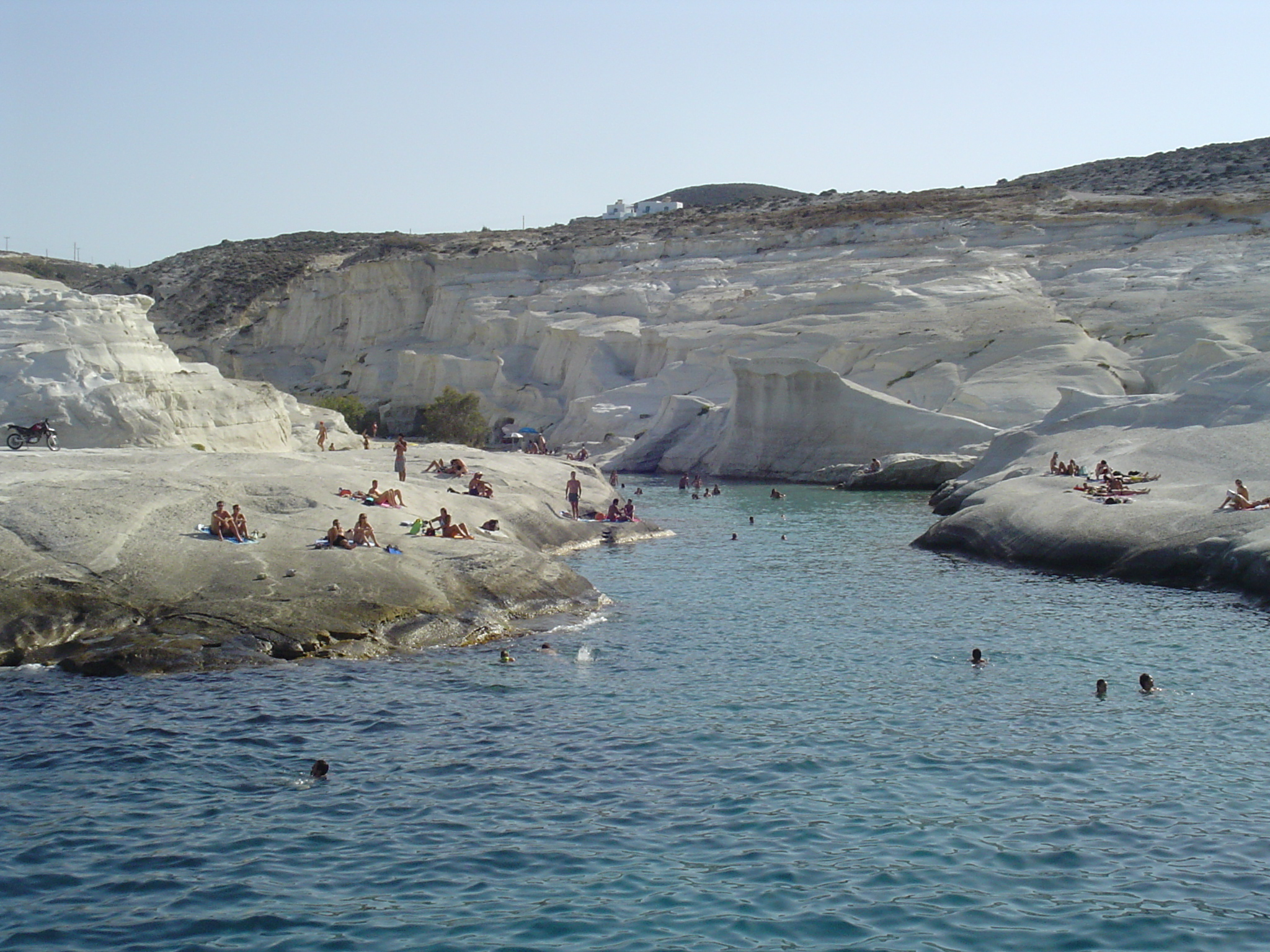
Banyistes a la platja de Sarakiniko